# Sympistis columbia
Sympistis columbia là một loài bướm đêm thuộc họ Noctuidae. Nó được tìm thấy ở Columbia thuộc Anh và có thể xa hơn về phía nam. Trước đây nó được gọi là Oncocnemis columbia, nhưng đã được chuyển giao đến chi Sympistis vào năm 2008.
Sải cánh dài khoảng 35 mm. Ấu trùng ăn Holodiscus discolor.